# Turkse boomklever
De Turkse boomklever (Sitta krueperi) is een oscine zangvogel die broedt in Zuidoost-Europa, Klein-Azië en de Kaukasus, voornamelijke in naaldbossen op berghellingen.

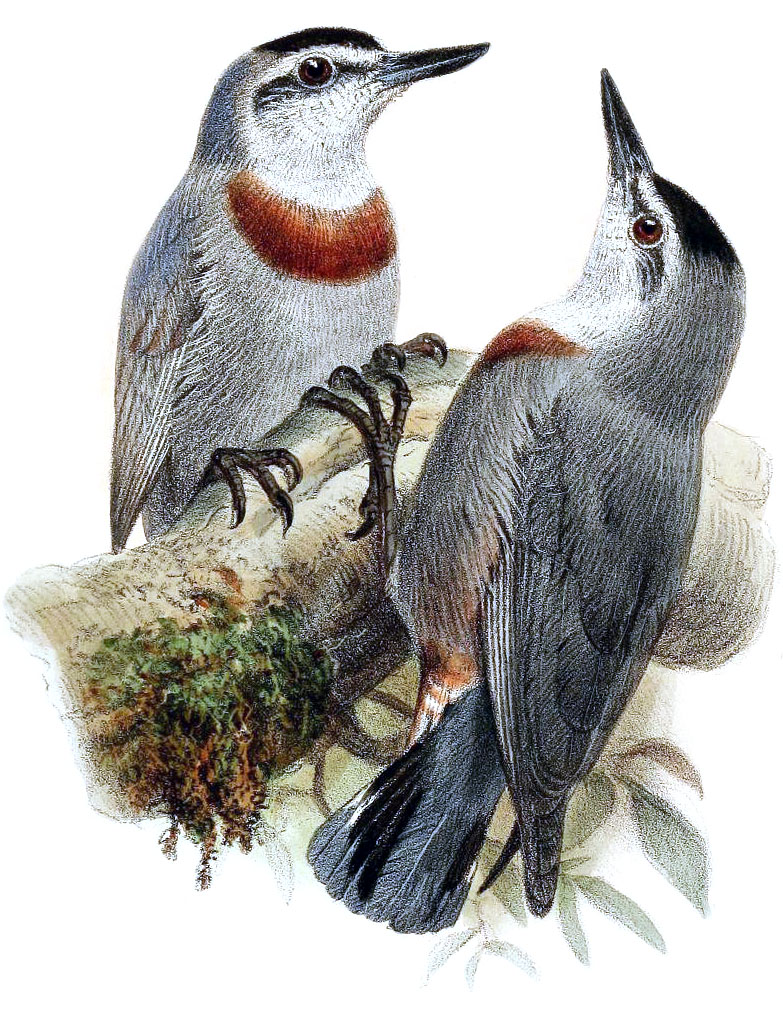
Illustratie gemaakt door Joseph Wolf, 1865

## Kenmerken
De Turkse boomklever lijkt wat op de boomklever, hij is een ietsje kleiner (11,5-12,5 cm) dan de gewone boomklever (12-14,5 cm), heeft een kortere snavel, een kleine kop met een duidelijke zwarte oogstreep en daarboven een smalle witte wenkbrauwstreep. De Turkse boomklever verschilt van de Corsicaanse boomklever en de Algerijnse boomklever door een opvallende roodbruine vlek op de borst.

## Verspreiding en leefgebied
De vogel komt voor op Lesbos (Griekenland), in Turkije, Georgië en Karatsjaj-Tsjerkessië (Rusland).
Op Lesbos bewoont de Turkse boomklever dennenbossen op hoogstens 200 m boven de zeespiegel, in Turkije dennenbossen (vooral met Turkse den) op berghellingen tussen de 1200 en 1700 m, en in de Kaukasus ook in sparrenbossen tot op 2400 m hoogte.

## Status
Het leefgebied van de Turkse boomklever in Turkije krimpt door stadsuitbreiding en de aanleg van recreatiewoningen waarvoor dennenbossen in de bergen moeten wijken. De populatie boomklevers gaat daardoor in aantal achteruit. De achteruitgang is echter geen bedreiging voor het voortbestaan van de soort, daarom staat de vogel sinds 2015 als niet bedreigd op de internationale rode lijst.